# Flash Crash de 2010
La fallida llampec del 6 de maig de 2010, també coneguda com el Crash de 2:45, el Flash Crash de 2010 o simplement el Flash Crash, va ser una fallida financera nord-americana que va tenir lloc el 6 de maig de 2010 quan l'índex Dow Jones Industrial Average es va desplomar prop de 1.000 punts, aproximadament un 9%, i va recuperar aquesta pèrdua escassos minuts després. Va ser la segona major caiguda en punts, 1.010,14 punts, i la major caiguda diària, 998,5 punts, en una base intradia en la història de la Mitjana Industrial Dow Jones.

## Esdeveniment
El 6 de maig de 2010, els mercats de valors dels Estats Units van obrir amb caigudes i es van mantenir baixistes durant la major part de la jornada com a conseqüència de la preocupació existent al mercat per la crisi de deute a Grècia. A les 14:42, quan l'índex Dow Jones acumulava una caiguda de més de 300 al dia, el mercat de valors va començar a caure ràpidament, baixant en més de 600 punts en 5 minuts fins a assolir una pèrdua de prop de 1000 punts en el dia cap a les 14:47. Vint minuts més tard, cap a les 15.07, el mercat havia recuperat la major part dels 600 punts de caiguda.

## Evidència de manipulació del mercat i detenció
L'abril del 2015, Navinder Singh Sarao, un operador amb seu a Londres, va ser detingut per la seva presumpta participació en el Flash Crash. D'acord amb els càrrecs penals presentats pel Departament de Justícia dels Estats Units, Sarao suposadament va utilitzar un programa automatitzat per generar grans ordres de venda, empenyent a la baixa els preus, que després va cancel·lar per comprar als preus més baixos del mercat. La Commodity Futures Trading Commission va presentar càrrecs civils contra Sarao. A l'agost de 2015, Sarao va ser alliberat sota una fiança de 50.000£ amb una audiència d'extradició completa prevista per al setembre amb el Departament de Justícia dels Estats Units. Sarao i la seva companyia, Nav Sarao Futures Limited, presumptament va obtenir més de $40 milions en guanys en trading durant el Flash Crash.